# Saint-Ouen-du-Tilleul

Saint-Ouen-du-Tilleul este o comună în departamentul Eure, Franța. În 1 ianuarie 2022 avea o populație de 1.777 de locuitori.